# Oliver Hart
För andra betydelser, se Oliver Hart (olika betydelser).
Oliver Simon D’Arcy Hart, född 9 oktober 1948 i London, Storbritannien, är en amerikansk nationalekonom och professor vid Harvard University.
Hart tilldelades 2016 Sveriges Riksbanks pris i ekonomisk vetenskap till Alfred Nobels minne tillsammans med Bengt R. Holmström.

## Biografi
Oliver Hart är son till Philip D'Arcy Hart, medicinsk forskare, och Ruth Meyer, gynekolog. Båda hans föräldrar var av judisk börd, hans far kom från familjen Montagu och hans farfar var Samuel Montagu, förste baron Swaythling.
Hart tog sin kandidatexamen i matematik vid King's College, Cambridge, 1969, sin magisterexamen i ekonomi vid University of Warwick 1972 och slutligen doktorsexamen i ekonomi vid Princeton University 1974. Han fullgjorde sin doktorsavhandling, med titeln "Essays in the economics of uncertainty", under ledning av Michael Rothschild. Han var därefter lektor i ekonomi vid University of Essex, stipendiat vid Churchill College, Cambridge och sedan professor vid London School of Economics. År 1984 återvände han till USA, där han undervisade vid Massachusetts Institute of Technology och sedan 1993 vid Harvard University. Han blev den första Andrew E. Furer-professorn i ekonomi 1997 och var ordförande för ekonomifakulteten vid Harvard 2000 till 2003. Hart är vidare stipendiat vid American Academy of Arts and Sciences, i Econometric Society, tilldelad av American Finance Association, och har ett motsvarande stipendium vid British Academy samt är medlem av National Academy of Sciences. Han har varit president för American Law and Economics Association och vice president för American Economic Association, och har flera hedersdoktorat.
År 2016 tilldelades Hart Sveriges Riksbanks pris i ekonomisk vetenskap till Alfred Nobels minne tillsammans med Bengt Holmström för deras arbete med kontraktsteori, inklusive deras forskning om hur äganderätt ska fördelas och när kontrakt är fördelaktigt framför ägande.
Hart är en amerikansk medborgare och är gift med Rita B. Goldberg, litteraturprofessor i Harvard och författare till andra generationens förintelsememoar Motherland: Growing Up With the Holocaust. De har två söner och två barnbarn.

## Akademiskt arbete
Hart är expert på kontraktsteori, teori om företagande, företagsfinansiering och anslutande juridik och ekonomi. Hans forskning fokuserar på de roller som ägarstruktur och avtalsmässiga arrangemang spelar i företagens styrning och avgränsning. Han har använt sitt teoretiska arbete på företag i två rättsfall som regeringsexpert (Black and Decker mot USA och WFC Holdings Corp. (Wells Fargo) mot USA) där företag hävdade skatterelaterade förmåner som ett resultat av att sälja några av sina företag. Regeringen använde Harts forskning för att visa att eftersom företagen behöll kontrollen över de sålda tillgångarna kunde de inte göra anspråk på skattefördelarna.

### Böcker
- Firms, Contracts, and Financial Structure (Oxford University Press, 1995).

### Artiklar i urval
- "On the Optimality of Equilibrium when the Market Structure is Incomplete", Journal of Economic Theory, December 1975, 418–443
- "Takeover Bids, the Free-rider problem, and the Theory of the Corporation" (med Sanford J. Grossman), Bell Journal of Economics, Spring 1980, 42–64
- "An Analysis of the principal–agent problem" (with Sanford J. Grossman), Econometrica (January 1983) 7–46.
- "The Market Mechanism as an Incentive Scheme," Bell Journal of Economics, 14 (hösten 1983) 366-82.
- "The Costs and Benefits of Ownership: A Theory of Vertical and Lateral Integration" (med Sanford J. Grossman), Journal of Political Economy, augusti 1986, 691–719.
- "One Share-One vote and the Market for Corporate Control" (med Sanford J. Grossman), Journal of Financial Economics, 1988
- "Incomplete Contracts and Renegotiation" (med John Hardman Moore), Econometrica 56(4) (juli 1988).
- "Property Rights and the Nature of the Firm" (med John Hardman Moore), Journal of Political Economy 98(6) (1990).
- " A Theory of Debt Based on the Inalienability of Human Capital " (med John Hardman Moore), Quarterly Journal of Economics, november 1994, 841–879
- "The Proper Scope of Government: Theory and an Application to Prisons" (med Andrei Shleifer och Robert W. Vishny), Quarterly Journal of Economics 112(4) (1997) 1126–61.
- "Contracts as Reference Points" (med John Hardman Moore), Quarterly Journal of Economics, februari 2008,1–48.